# 동성애와 기독교
동성애에 대한 기독교의 견해는 기독교 교파, 또한 교역자·성직자·평신도 등 개개인에 따라 크게 달라 엄단에서 수용까지 매우 다양하다.

## 역사
기독교에서는 전통적으로 동성애를 죄로 여겨왔다. 이는 성경속 몇몇 구절이 동성애를 죄로 정의한다는 해석 때문이었는데, 이러한 해석은 기독교 세계에서 공고히 자리잡았었으나 현대에는 다양한 관점이 제시되고 있다.
동성애에 대한 관용은 20세기 들어서 개신교에서 시작됐다. 1916년 남성 동성애자들을 위한 교회가 세계 최초로 호주 시드니에 생겼다. 게이를 처음 성직자로 임명한 것은 1964년 '연합그리스도의 교회(United Church of Christ)'라는 교단에서다. 레즈비언은 1977년 영국 성공회에 처음 성직자로 임명됐다. 미국 최대교단인 미국장로교(PCUSA) 역시 2007년 동성애자의 성직을 허용했다.
2012년 제13회 서울 퀴어문화축제에는 '로뎀나무그늘교회'와 '차별없는 세상을 만들기 위한 기독교 연대', '한국청년기독교연합'(한기연) 등 이례적으로 기독교 단체에서 '성소수자 차별 철폐'를 주장하며 참여하기도 했다.

## 반대 입장
주로 기독교인들은 동성애를 죄라고 여기고 있으며, 사회에서 받아들여져서는 안된다고 생각한다. 그들은 성서주의적으로 동성애에 반대하는데, 이성애적 가족이야말로 신이 창조한 것이며, 그렇기 때문에 동성 결혼은 신의 뜻에 어긋나는 것이라고 주장한다. 동성애 관계에 반대하는 기독교인들은 종종 동성애 자체를 자연에 반하는 것으로 본다.
보수주의 기독교의 동성애 반대는 주로 성경 구절에 근거하고 있다. 몇몇 기독교인들은 레위기와 신명기가 동성애를 금지하고 있다고 보며, 또한 창세기에서 소돔과 고모라가 동성애 때문에 몰락했다고 해석한다. 그 외에 로마서 1장 26-27절과 고린도전서 6장 9-10절, 디모데전서 1장 10절, 유다서 1장 7절에서 동성애를 금지하고 있다고 여겨진다. 다만 소돔과 고모라를 비롯한 이같은 구절들은 해석의 여지가 엇갈리는 로마서 1장 26절을 제외하면 모두 남성간의 동성애만을 금지하고 있으며, 로마서 1장 26절의 경우 이성간 항문 성교 내지 그 이외의 비삽입성교를 금지한 구절이라는 설과 여성 간 성행위를 금지한 것이라는 설이 엇갈린다.

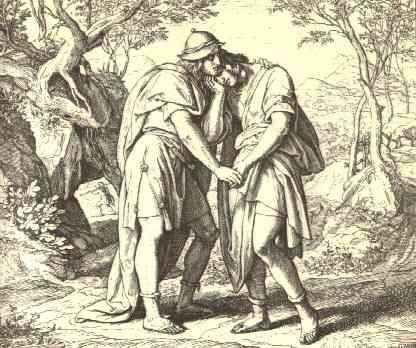
다윗과 요나단

## 찬성 입장
몇몇 기독교인들은 동성애에 대한 성경 구절이 잘못 번역되었거나 현대와 달리 성소수자에 대한 이해가 부족한 당시 시대상을 감안해야 한다고 주장한다. 자유주의 기독교 신학자들 또한 보수주의 기독교 신학자들과 마찬가지로 원본에 가까운, 히브리어 또는 그리스어로 쓰여진 초기 성경을 받아들였으나, 여러 구절의 번역과 해석에 있어 상충적인 입장이 존재한다. 그들은 고대에 잘못 번역된 문장들이 후대에 그대로 복사되거나, 후대 번역자의 주관적인 편견이 작용되었다고 우려를 나타내고 있다. 해당 성경 구절들은 동성애를 금지하는 게 아니라 동성간 강간 행위나 이교도적 우상 숭배를 금지하는 것이라고 주장한다.
그들은 또한 현대 성경 번역본에도 그대로 실려있는 노예제를 긍정하는 구절이나, 현대적 관점에 맞지 않는 여성에 대한 차별, 중세적인 신성모독죄 등을 지적하면서, 이런 것들이 시대에 따라 신학적 관점이 변화해왔듯이 성적 지향에 대한 기독교의 입장도 충분히 변화할 수 있다고 보고 있다.

## 교파별 입장

### 감리교
영국의 감리교회는 과거 전통적인 입장에 따라 동성결혼에 반대하고 있다. 2006년에는 동성커플 대상의 축복을 금지하였으나, 2014년에 다시 재검토하여 시민결합을 한 커플에게 축복을 허용하였다.
미국의 연합 감리 교회는 교리에 따라 동성애 지향인도 이성애 지향인과 마찬가지로 동등하게 신성한 가치를 지닌 개인이라고 보고 있으나, 기독교대한감리회와 함께 동성애 행위를 죄라고 보는 전통적 입장을 견지하였다. 이에 따라 동성애 행위자의 성직, 동성 결합의 주례•집례•축복(Celebration) 및 동성 결혼을 반대하고 있었으며, 2016년 5월 10일 4년마다 열리는 총회를 앞두고 (동성애 행위를 하지 않은) 111명의 목회자들이 공개투서를 통해 동성애자임을 커밍아웃하며 반동성애적 정책을 바꿀 것을 촉구하였다. 2024년 5월 1일 열린 총회에서 동성애자의 성직 금지 및 동성 결혼 금지를 공식적으로 철폐하였다.
기독교대한감리회는 2021년 교회법을 개정해 성소수자 축복 집례를 지지하는 목회자를 징계하기로 결정하였다.

### 동방 정교회
동방 정교회는 동성애에 대해 상반된 입장들을 가지고 있으나, 주류인 동유럽의 국기 및 민족 교회화된 교파들은 동성애에 대해 매우 보수적인 입장을 가지고 있다. 특히 혐동성애 분위기가 강한 러시아에서는 러시아 정교회가 성소수자에 대해 극단적인 증오 언설을 하고 있다.
반면 북미나 서유럽의 정교회는 로마 가톨릭 교회와 유사한 입장을 취하고 있다. 동성결혼에는 반대하지만 동성애자들 또한 평등하게 기독교 신의 부름을 받을 자격이 있다고 보고 있다.

### 로마 가톨릭교회
로마 가톨릭교회(천주교)는 동성애 행위에 대한 모든 것을 죄라며 부정한다. 다만 동성애자라는 이유로 어떤 부당한 차별이나 박해 또한 부인하고 있다. 현재 시민 결합과 같은 동성 배우자의 법적 인정 제도나 동성결혼에 반대하고 있으며, 동성커플의 입양권, 학교에서의 성적지향이 교육내용에 포함된 성교육에도 반대한다.
가톨릭 세계주교대의원대회는 2014년 이탈리아 로마에서 열린 시노드 회의에서 동성애, 이혼 등을 포용하는 내용을 담은 보고서를 제출하려다 무산되기도 했다. 한편 독일어권 국가들을 중심으로 교황청의 입장에 저항해 자체적으로 동성결혼을 축복해주는 것을 허용하기로 하는 등 내홍이 붉어졌다. 2023년 10월 독일의 가톨릭 교구들은 자체 시노드(Der Synodale Weg)를 열어 80% 이상의 주교지지를 받아 동성부부의 축복을 허가하기로 결정하였다. 결국 교황 프란치스코는 2023년 12월 18일 <<간청하는 믿음>> 을 통해 동성부부 축복을 허용하도록 교리를 선언하였다. 다만 동성결혼에 반대하는 입장은 그대로 유지하였다.

### 루터교
국제의 주류 루터교회계는 동성애에 대해서 자유주의적인 입장을 보이고 있다.
독일개신교협의회 소속의 절대 다수 독일 루터파 교회들은 동성애를 죄라고 보지 않으며, 동성애자의 성직과 동성애자 커플의 축복을 허용하고 있다. 최근에는 헤센-나사우와 라인란트 개신교 지역회가 동성결혼을 허용하기로 결정하면서 더 많은 교회가 이에 참여할 것으로 보인다.
루터파인 스웨덴 국교회는 2006년부터 동성커플에게 축복을, 2009년부터 동성애자의 성직과 동성결혼의 주례를 허용하고 있다. 아이슬란드 국교회와 덴마크 국교회 또한 동성결혼을 집례하고 있다. 노르웨이 국교회는 동성애 문제에 대해 교회별로 상반된 입장을 견지했었으나, 2015년부터 동성커플 축복을 허용하기로 하였고, 현재는 친LGBT적인 모습을 보이고 있다. 핀란드 루터 교회는 여전히 동성애나 동성결혼에 대해 통일된 입장을 보이지 못하고 있다. 몇몇 신학자들은 동성결혼을 공개적으로 찬성하기도 하였다. 2010년 10월에는 자율적으로 교회에 따라 동성커플을 축복해줄 수 있도록 허용하였다.
프랑스 연합 개신교회와 벨기에의 연합 개신교회는 동성 결혼의 집례를 허용하는 친 LGBT교단이다.
캐나다 복음주의 루터교회는 2011년부터 동성결혼 집례를 허용하고 있다.
미국에서 가장 큰 규모의 미국 복음주의 루터교회는 2009년부터 동성애자의 성직을 허용하고 있다. 미국 복음주의루터교회는 교리에 따라 성소수자들을 환영한다는 입장이다. 2013년에는 공개적 동성애자로는 최초로 가이 어윈을 주교로 임명하였다.
반면, 보수적인 루터교회 미주리시노드는 동성애를 죄라고 보며, 동성결혼에 반대하고 있다. 미주리시노드에 의해 시작된 기독교한국루터회도 미주리시노드와 동일한 입장이다. 한편, 미주리시노드 등이 포함된 소규모 루터교파들의 보수적 국제 연합체인 국제루터교평의회는 공식적으로 동성결혼을 금지하거나 하고 있지는 않다.

### 모라비아 형제회
모라비아 형제회는 1974년 게이와 레즈비언을 기독교 공동체의 온전한 교인으로서 받아들일 수 있다고 선언하였다. 2014년 미국 북부 시노드는 동성애자들의 성직과 동성커플의 결혼식 주례를 허용하였다. 모라비아 형제회의 다른 교구의 입장은 아직 명확히 정해지지 않았다.

### 미국 연합 그리스도의 교회
미국 연합 그리스도의 교회(United Church of Christ:UCC)은 1985년 15대 총회에서 성적지향에 따른 고용 및 봉사자에 대한 차별을 금지하는 결의안을 채택하였다. 2015년 7월 25대 총회에서는 동성결혼 주례를 허용하며 결혼을 반드시 남녀간으로 한정할 필요가 없다는 합의안을 통과시켰다. 다만 이 결의안을 모든 지방교회가 따라야 하는 것은 아니다.

### 성공회
성공회는 동성애에 관한 문제에서 신학적인 해석마다 입장이 상이하며 분열되고 있다. 성공회의 원조격인 잉글랜드 성공회에서는 시민 결합과 동성애자의 성직에 수용적인 입장을 보이고 있다. 1998년 램버스 회의는 동성애가 성경에 반한다고 결정하였으나, 세계 성공회 공동체에서 강제되거나 즉각적으로 받아들여지는 결정은 아니다. 2003년 미국 성공회는 공개적 양성애자인 진 로빈슨 신부를 주교로 임명하였으며, 메리 글래스풀은 성공회 최초의 레즈비언 주교가 되었다. 2015년 6월 29일에는 성공회 공동체 중 최초로 동성결혼을 금지하던 교리 조항을 삭제하기로 표결을 통해 결정하였다.

### 여호와의 증인
여호와의 증인은 동성애를 죄라고 보고, 교인들은 동성간 성행위나 어떤 사랑 감정도 가지지 말 것이 요구된다. 또한 동성결혼에도 반대하고 있다. 그러나 기독교인이 아닌 동성애자를 괴롭힘이나 조롱의 대상으로 삼아선 안된다고 가르치고 있다.

### 오순절교회(순복음교회)
오순절운동에 속하는 대다수의 교회들은 동성애가 죄라는 관점을 유지하고 있다. 미국에서 두 번째로 큰 오순절교회인 하나님의 성회는 공식적으로 동성애를 적대하고 있다. 그 외의 여러 오순절교회들도 하나님의 성회와 유사한 입장을 취하고 있다.
하지만 오순절교회 내에서도 일부 교파와 독립 교회들에서 성소수자에 대한 호의적 입장이 늘어나고 있다. 이들 교회들은 자체적인 신학연구를 통해 성경 원본에서 동성애를 반대하는 구절을 찾을 수 없다고 믿고 있다.

### 장로교
미국에서 가장 큰 주류 미국장로교(PCUSA)는 동성애자의 입교와 성직을 허용하고 동성결혼을 찬성하고 있다. 2010년에는 동성애자의 성직을 허용하는 안건을, 2014년에는 교리의 동성결혼 금지 조항을 삭제하고 동성결혼 집례를 허용하는 안을 총회와 노회의 총 투표를 거쳐 통과시켰다.
한편, 소규모의 보수적인 정통장로교회나 미국 복음 장로 교회, 미국 장로 교회는 동성애를 죄라고 보고 있다.
대한예수교장로회(합동)과 대한예수교장로회(통합), 대한예수교장로회(고신), 대한예수교장로회(합신), 대한예수교장로회(백석대신)은 성소수자 인권을 모두 부정하고 있다.
차별없는 세상을 위한 기독인 연대(차세기연) 및 한국기독교장로회(기장) 임보라 목사는 지난 10월 29일 국회에서 기자회견을 열고 '하나님을 네 이웃을 사랑하라 했다'며 동성애자도 사랑의 대상이지 차별과 학대의 대상은 아니라는 주장을 폈으며, 새로운 기독교 운동연대는 2010년 11월 19일 성명을 발표하고 '동성애 차별금지법안'을 지지한다고 밝히기도 했다.

### 친우회(퀘이커)
영국과 뉴질랜드, 캐나다, 호주 등의 국가에 기반을 둔 친우회는 과거 자신들이 받았던 부당한 탄압의 역사에 비추어 평등한 권리를 위해 성소수자를 지지하고 있다. 동성결혼과 동성결혼 주례 등에도 찬성하고 있다.
한편, 미국의 친우회는 동성애에 대해 첨예하게 분열되어 있다. 친우회연합모임이나 친우복음교회의 보수적 회원들은 동성애를 죄라고 여기고 있으나, 친우회 총회와 친우회연합모임 내 진보적 교인들은 동성애자들의 인권을 지지하며 동성애자의 입교를 환영하고 있다. 코네티컷의 친우회는 이미 1986년부터, 매사추세츠의 베이컨 힐 친우회모임은 1988년에 동성결혼식을 인정하였다. 2009년 세인트 폴과 미네아폴리스 친우회 모임은 동성결혼이 합법화되기 전까지 이성커플의 결혼식 주례를 하지 않겠다고 선언하기도 하였다. 보수적인 오하이오 연례 친우회 모임은 결혼을 이성간으로 한정하였으나, 시민 결합은 인정하고 있다. 다른 두 보수 연례 모임은 동성결혼을 받아들였다.

### 침례교
가장 큰 침례교 교파인 남 침례교는 동성애를 죄라고 보고 있으며, 동성애자의 입교서부터 동성결혼까지 모두 반대하고 있다.
아메리카 내셔널 침례교는 동성애가 성경과 부합하지 않는다고 보고 있으나, 소속 교회 다수가 유화적인 입장을 취하고 있다. 50여개가 넘는 교회에서는 성소수자를 완전히 포용하는 교리를 채택하고 있다.
역사적으로 미국 흑인계의 주류 교회인 USA 내셔널 침례교는 동성애에 대하여 어떤 공개적인 입장을 내놓고 있지 않다.

## 북미 및 유럽의 주요 교파별 입장 정리 표
| 교파                                  | 입교                                                             | 성직                                                  | 동성결혼 주례                                             | 동성결혼                                                  |
| ------------------------------------- | ---------------------------------------------------------------- | ----------------------------------------------------- | --------------------------------------------------------- | --------------------------------------------------------- |
| USA 내셔널 침례교                     | 입장이 서로 다름                                                 | 아니요                                                | 아니요                                                    | 아니요                                                    |
| 구 가톨릭교회                         | 예                                                               | 예                                                    | 예                                                        | 아니요                                                    |
| 국제 오순절 교회 연합                 | 아니요                                                           | 아니요                                                | 아니요                                                    | 아니요                                                    |
| 그리스도 공동체                       | 예                                                               | 입장이 서로 다름 (동성애가 불법인 국가에서 성직 불가) | 입장이 서로 다름 (동성결혼이 불가능한 국가에서 주례 불가) | 입장이 서로 다름 (동성결혼이 불가능한 국가에서 결혼 불가) |
| 그리스도 재림파                       | 아니요                                                           | 아니요                                                | 아니요                                                    | 아니요                                                    |
| 나사렛 교회                           | 예                                                               | 예(순결 서약)                                         | 아니요                                                    | 아니요                                                    |
| 남 침례교                             | 아니요                                                           | 아니요                                                | 아니요                                                    | 아니요                                                    |
| 네덜란드 개신교회                     | 예                                                               | 예                                                    | 예                                                        | 아니요                                                    |
| 노르웨이 교회                         | 예                                                               | 예                                                    | 예                                                        | 예                                                        |
| 덴마크 국교                           | 예                                                               | 예                                                    | 예                                                        | 예                                                        |
| 독일개신교협의회 루터파 교회          | 예                                                               | 예                                                    | 입장이 서로 다름                                          | 입장이 서로 다름                                          |
| 동방 정교회                           | 입장이 서로 다름                                                 | 아니요                                                | 아니요                                                    | 아니요                                                    |
| 로마 가톨릭교회                       | 예                                                               | 예(순결 서약)                                         | 아니요                                                    | 아니요                                                    |
| 루터교회 미주리시노드                 | 아니요                                                           | 아니요                                                | 아니요                                                    | 아니요                                                    |
| 메노나이트교회                        | 입장이 서로 다름                                                 | 입장이 서로 다름                                      | 입장이 서로 다름                                          | 입장이 서로 다름                                          |
| 메트로폴리탄 공동체 교회              | 예                                                               | 예                                                    | 예                                                        | 예                                                        |
| 모라비아 교회                         | 예                                                               | 입장이 서로 다름                                      | 입장이 서로 다름                                          | 입장이 서로 다름                                          |
| 미국 개혁파 교회                      | 예                                                               | 아니요                                                | 아니요                                                    | 아니요                                                    |
| 미국 복음 장로 교회                   | 아니요                                                           | 아니요                                                | 아니요                                                    | 아니요                                                    |
| 미국 복음주의 루터 교회               | 예                                                               | 예                                                    | 입장이 서로 다름                                          | 입장이 서로 다름                                          |
| 미국 성공회                           | 예                                                               | 예                                                    | 입장이 서로 다름                                          | 입장이 서로 다름                                          |
| 미국 장로 교회                        | 아니요                                                           | 아니요                                                | 아니요                                                    | 아니요                                                    |
| 발도파                                | 예                                                               | 예                                                    | 입장이 서로 다름                                          | 예                                                        |
| 북미 기독교 개혁교회                  | 예                                                               | 예(순결 서약)                                         | 아니요                                                    | 아니요                                                    |
| 빈야드 교회 연합                      | 입장이 서로 다름                                                 | 아니요                                                | 아니요                                                    | 아니요                                                    |
| 사도 교회                             | 예                                                               | 예                                                    | 입장이 서로 다름                                          | 입장이 서로 다름                                          |
| 성공회                                | 입장이 서로 다름                                                 | 입장이 서로 다름                                      | 입장이 서로 다름                                          | 입장이 서로 다름                                          |
| 스베덴보리파                          | 예                                                               | 입장이 서로 다름                                      | 입장이 서로 다름                                          | 입장이 서로 다름                                          |
| 스웨덴 교회                           | 예                                                               | 예                                                    | 예                                                        | 예                                                        |
| 스위스 개신교 연맹의 개혁 교회        | 예                                                               | 예                                                    | 입장이 서로 다름                                          | 아니요                                                    |
| 스코틀랜드 성공회                     | 예                                                               | 예                                                    | 입장이 서로 다름                                          | 아니요                                                    |
| 아메리카 내셔널 침례교                | 입장이 서로 다름                                                 | 아니요                                                | 입장이 서로 다름                                          | 입장이 서로 다름                                          |
| 아이슬란드 교회                       | 예                                                               | 예                                                    | 예                                                        | 예                                                        |
| 여호와의 증인                         | 아니요                                                           | 아니요                                                | 아니요                                                    | 아니요                                                    |
| 연합 감리 교회                        | 예                                                               | 아니요(동성애 행위 시 성직 불가)                      | 아니요                                                    | 아니요                                                    |
| 연합교회                              | 예                                                               | 예                                                    | 예                                                        | 예                                                        |
| 예수 그리스도 후기 성도 교회 (몰몬교) | 예(순결 서약)                                                    | 예(순결 서약)                                         | 아니요                                                    | 아니요                                                    |
| 오리엔트 정교회                       | 입장이 서로 다름                                                 | 아니요                                                | 아니요                                                    | 아니요                                                    |
| 오순절 교회                           | 입장이 서로 다름                                                 | 입장이 서로 다름                                      | 입장이 서로 다름                                          | 입장이 서로 다름                                          |
| 잉글랜드 성공회                       | 예                                                               | 예                                                    | 입장이 서로 다름                                          | 아니요                                                    |
| 미국장로교(PCUSA)                     | 예                                                               | 예                                                    | 예                                                        | 예                                                        |
| 장미십자협회                          | 정의 없음 (모든 신도의 성생활은 자녀 생산을 목적으로만 행해야함) | 아니요                                                | 아니요                                                    | 아니요                                                    |
| 정통장로교회                          | 아니요                                                           | 아니요                                                | 아니요                                                    | 아니요                                                    |
| 친우회 (퀘이커)                       | 예                                                               | 입장이 서로 다름                                      | 입장이 서로 다름                                          | 입장이 서로 다름                                          |
| 캐나다 복음주의 루터 교회             | 예                                                               | 예                                                    | 예                                                        | 예                                                        |
| 캐나다 연합교회                       | 예                                                               | 예                                                    | 효력 없음                                                 | 예                                                        |
| 통일 그리스도 교회                    | 예                                                               | 예                                                    | 예                                                        | 입장이 서로 다름                                          |
| 통일교회                              | 예                                                               | 아니요                                                | 아니요                                                    | 아니요                                                    |
| 핀란드 복음 루터 교회                 | 예                                                               | 예                                                    | 예                                                        | 아니요                                                    |
| 하나님의 성회                         | 아니요                                                           | 아니요                                                | 아니요                                                    | 아니요                                                    |
| 합동 개혁 교회                        | 예                                                               | 예                                                    | 예                                                        | 예                                                        |

## 같이 보기
- 퀴어 신학